# Julmust
Julmust är en läskedryck som huvudsakligen konsumeras i Sverige omkring juletid. Under påsken benämns drycken påskmust, och på sommaren kan den även kallas sommarmust eller midsommarmust. Under resten av året kan den säljas som must.

## Historia

### Bakgrund
Svensken Harry Roberts, son till läskedrycksfabrikören Robert Roberts, fick ursprungligen receptet ifrån Tyskland, där han hade studerat kemi och i dessa kretsar fått höra talas om receptet. Roberts, som var nykterist, inspirerades av drycken och såg en möjlighet att lansera den som ett alkoholfritt alternativ till framför allt porter och öl.
År 1910 grundades läskedrycksföretaget AB Roberts i Örebro, bland annat med Roberts Julöl i sortimentet. Företaget lanserade samma år även Champis, som ett alternativ till mousserande vitt vin; inom samma produktsortiment lanserades nio år senare Pommac.

### Från julöl till julmust
Försäljningen av Roberts Julöl gick trögt under de första åren. I samband med förbudsomröstningen 1922 och det statliga alkoholmonopol som infördes i Sverige sköt dock försäljningen i höjden. Roberts AB:s julöl fick detta år konkurrens från dryckesföretaget Fructus, som lanserade sin egen Jul-Must essens och fick god försäljning för sin produkt som man beskrev som "En guldflod i Juletid".
I slutändan kom dock Roberts extrakt att vinna det alkoholfria juldryckskriget. I slutet av decenniet bytte Roberts Julöl också namn till Julmust.
Bidragande orsak till dryckens framgång var att den av berörda myndigheter kunnat klassas som läskedryck istället för som maltdryck; detta gav en lägre skatt (läskedrycker fick först 1940 samma skattesats som maltdrycker). Dessutom klingade det nya namnet – efter bytet från julöl till julmust – mer positivt, med en bredare målgrupp.
Däremot jämfördes julmusten länge med andra maltdrycker (som öl och svagdricka), åtminstone inom bryggerinäringen. 1931 gjordes reklam för julmust i branschtidningen Bryggeri-Tidning med orden ”Speciell jul-dryck, mörk, fyllig. Välsmakande. Väl humlad.”

### Senare år
Därefter har julmusten alltmer befäst sin ställning som den särskilda juldrycken, tillverkad av ett antal olika dryckesföretag men alla i regel med Roberts AB:s essens som bas. Runt påsk säljs påskmust och på sommaren kan även sommarmust förekomma. Under resten av året kan must med identisk smak säljas. Flera dryckesföretag har också lanserat lagrad julmust och även lagrad påskmust.
Under senare år har försäljningsstart för julmust i många fall skett tidigare under hösten, ofta redan i oktober.

## Innehåll
Receptet för julmustsextraktet som säljs till bryggerierna av AB Roberts är hemligt; endast tre personer känner till de exakta ingredienserna. Förutom hemliga smakgivare ingår kolsyrat vatten, sötningsmedel, humle- och maltextrakt, karamellfärg, citronsyra & konserveringsmedel. Totalt ingår ett 30-tal ingredienser.

### Varianter
Julmust, påskmust, sommarmust och must är samma sak, förutom att de säljs vid olika tider på året och med olika etiketter. Bryggeriet Carlsberg i Sverige har bekräftat det. Om smaken upplevs olika kan det bero på andra faktorer som lagringstid, sinnesstämning och omgivning.
Apotekarnes har sålt Årsmust, en något mörkare must. Den bytte 2019 namn till Vintermust, något som uppmärksammades då det missförstods som att julmusten bytt namn.

## Försäljning
I Sverige konsumerades 45 miljoner liter julmust under december månad 1999. År 1999 stod julmust för ungefär 50 procent av den totala läskförsäljningen i december.
Bland de typiska julmustmärkena återfinns Apotekarnes, Nygårda, Stockmos, Grebbestad Bryggeri, Herrljunga Drycker, Guttsta Källa, Zeunerts, Harboes bryggeri, Kopparbergs Bryggeri, Krönleins, Three Hearts, Åbro Bryggeri och Vasa Bryggeri. Det säljs även en mängd lokalproducerad julmust på många svenska orter, dessa säljs dock endast i små upplagor och når sällan de stora butikerna. Flera butiker säljer julmust av eget märke.

### Julmust och Coca-Cola
I Sverige resulterar julmustens popularitet i att försäljningen av andra läskedrycker minskar med omkring 50 procent under december varje år (publicerat 1999). Företaget Coca-Cola har på olika sätt försökt öka sin försäljning kring jul. Flera gånger har man, utan resultat, försökt köpa rättigheterna till det hemliga julmustreceptet.[källa behövs] Apotekarnes julmust tillverkades av Pripps, som under nästan ett halvt sekel hade ett samarbete med företaget Coca-Cola. Enligt Pripps valde Coca-Cola att bryta samarbetet med Pripps 1995. Företagsrelationen avslutades mer formellt under 1997, då Pripps slutade distribuera och sälja Coca-Colas produkter i Sverige.
Särskilt i början av 2000-talet satsade Coca-Cola på stora årliga julkampanjer för att försöka få svenskarna att dricka mer Coca-Cola till julmaten. Huvudsyftet var inte att försöka konkurrera ut julmusten, utan att Coca-Cola också skulle bli en tradition på julbordet. Till julen 2004 lanserade man en egen julmust under namnet Bjäre Julmust i södra Sverige. Varumärket ägs sedan 1997 av The Coca-Cola Company och härrör från AB Bjäre Industrier; Coca-Colas namn återfanns endast finstilt på etiketten. Drycken lanserades i hela Sverige till 2005. Under 2007 såldes Bjäre-julmusten enbart genom McDonald’s. Produkten togs bort 2008, men återkom 2011.